# Huambo (Caylloma)
Huambo es una localidad peruana, capital del distrito homónimo ubicado en la provincia de Caylloma, en el departamento de Arequipa. Según el censo de 2007, tenía 895 hab. Es apodada localmente "La perla escondida del Colca".
Huambo se encuentra en la parte baja del cañón del Colca y es la primera localidad al ingreso del cañón por la carretera Panamericana, vía El Pedregal, en el distrito de Majes, antes de Cabanaconde.
Las calles y plaza principal del pueblo de Huambo fueron declarados monumentos históricos del Perú el 23 de julio de 1980 mediante el R.M.N" 0928-130-ED.

## Clima
| Parámetros climáticos promedio de Huambo | Parámetros climáticos promedio de Huambo | Parámetros climáticos promedio de Huambo | Parámetros climáticos promedio de Huambo | Parámetros climáticos promedio de Huambo | Parámetros climáticos promedio de Huambo | Parámetros climáticos promedio de Huambo | Parámetros climáticos promedio de Huambo | Parámetros climáticos promedio de Huambo | Parámetros climáticos promedio de Huambo | Parámetros climáticos promedio de Huambo | Parámetros climáticos promedio de Huambo | Parámetros climáticos promedio de Huambo | Parámetros climáticos promedio de Huambo |
| Mes                                      | Ene.                                     | Feb.                                     | Mar.                                     | Abr.                                     | May.                                     | Jun.                                     | Jul.                                     | Ago.                                     | Sep.                                     | Oct.                                     | Nov.                                     | Dic.                                     | Anual                                    |
| ---------------------------------------- | ---------------------------------------- | ---------------------------------------- | ---------------------------------------- | ---------------------------------------- | ---------------------------------------- | ---------------------------------------- | ---------------------------------------- | ---------------------------------------- | ---------------------------------------- | ---------------------------------------- | ---------------------------------------- | ---------------------------------------- | ---------------------------------------- |
| Temp. media (°C)                         | 11.7                                     | 11.8                                     | 11.6                                     | 10.9                                     | 9.8                                      | 9.1                                      | 8.1                                      | 8.5                                      | 10                                       | 11                                       | 11.1                                     | 11.6                                     | 10.4                                     |
| Temp. mín. media (°C)                    | 4.5                                      | 4.8                                      | 4.6                                      | 2.9                                      | 0.7                                      | -0.3                                     | -1.9                                     | -1.9                                     | 0.4                                      | 1.1                                      | 1.7                                      | 3.5                                      | 1.7                                      |
| Fuente: climate-data.org                 |                                          |                                          |                                          |                                          |                                          |                                          |                                          |                                          |                                          |                                          |                                          |                                          |                                          |